# Хиль-Роблес, Хосе Мария
Хосе́ Мари́я Хиль-Ро́блес и Киньо́нес (исп. José María Gil-Robles y Quiñones; 27 ноября 1898, Саламанка — 13 сентября 1980, Мадрид) — испанский политический деятель, юрист.

## Юрист и политик
Родился в семье юриста Энрике Хиль-Роблеса. Окончил юридический факультет Университета Саламанки (1919), доктор права Центрального университета Мадрида. С молодых лет принимал участие в деятельности католических молодёжных организаций. Являлся секретарём Католической-аграрной национальной конфедерации, которая в 1922 году объединилась с Социально-народной партией.
С 1922 года преподавал правовую политику в университете Лагуны (в Сан Кристобаль де ла Лагуна в провинции Санта Крус де Тенерифе на Канарских островах). Вернувшись в Мадрид, Хиль-Роблес публиковал статьи в католическом журнале El Debate, который принадлежал ордену иезуитов и выходил под редакцией Анхеля Эрреры Ориа. В период диктатуры генерала Мигеля Примо де Риверы сотрудничал с генеральным директором администрации Хосе Кальво Сотело при подготовке Муниципального устава.
После провозглашения Испании республикой в 1931 году был избран депутатом учредительных кортесов (парламента) как представитель Аграрного блока, участвовал в работе комиссии по редакции проекта Конституции республики, отличаясь решительным неприятием антиклерикализма большинства республиканцев. В том же году стал членом организации «Национальное действие», переименованной в 1932 году по требованию властей в «Народное действие» (к этому времени Хиль-Роблес уже был одним из её лидеров). Считал, что вопрос о форме правления — монархия или республика — вторичен по отношению к главному, заключавшемся в защите католической церкви. Этим его взгляды отличались от точки зрения других правых испанских политиков, приоритетом для которых была монархическая идея.

## Авторитарный лидер CEDA
В конце февраля — начале марта 1933 года Хиль-Роблес участвовал в создании Испанской конфедерации независимых правых (CEDA), политической партии, в которую влилось «Народное действие» и которую активно поддерживал издатель El Debate Анхель Эррера. Очень быстро Хиль-Роблес стал лидером CEDA, получившей поддержку католической церкви и решительно выступавшей против любых ограничений её прав.
Партия ориентировалась на приход к власти парламентским путём, но при этом сам Хиль-Роблес был достаточно противоречивой политической фигурой. С одной стороны, он симпатизировал фашистским режимам и увлекался антидемократической риторикой — на этом основании историк Пол Престон считает, что, в сущности, Хиль-Роблес в 1930-е годы был легальным фашистом. С другой стороны, историк Ричард Робинсон обращает внимание на республиканские симпатии Хиль-Роблеса и на то, что в идеологии CEDA существенное место занимал социальный католицизм. По мнению историка Хью Томаса, основатели CEDA намеревались создать партию с христианско-демократической идеологией, однако в ситуации жёсткого конфликта между клерикальными и антиклерикальными политическими силами она сдвинулась вправо (эта точка зрения объясняет и последующую эволюцию взглядов Хиль-Роблеса в сторону христианской демократии). А сам Хиль-Роблес был увлечён модными среди правых политиков и идеологов 1930-х годов авторитарно-корпоративными моделями, реализованным как в фашистской Италии, так и в Австрии в период правления клерикальных политиков. Сторонники называли его «Хефе» («Вождь»).
В ноябре 1933 года CEDA провела в парламент 115 депутатов из 450 (создав крупнейшую фракцию), среди других её кандидатов был избран и Хиль-Роблес, претендовавший на пост премьер-министра. Однако президент Нисето Алькала Самора отказался сделать его премьером, сделав ставку на центристскую Республиканскую радикальную партию, кабинет которой был поддержан партией Хиль-Роблеса. В 1934—1935 годах CEDA входила в состав правительства, причём Хиль-Роблес в мае-декабре 1935 года занимал пост министра обороны, активно взаимодействовал с начальником Генерального штаба генералом Франсиско Франко, продвигал на значимые посты в армии правых офицеров, которые в 1936 году приняли участие в выступлении военных против правительства Народного фронта.
В декабре 1935 года Хиль-Роблес и другие министры из его партии покинули правительство из-за конфликта с центристами, что привело к досрочным парламентским выборам, на которых он являлся одним из лидеров Национального блока — объединения правых сил, ведущую роль в котором играла CEDA. Блок Хиль-Роблеса в феврале 1936 года проиграл выборы левому Народному фронту, а его лидер возглавил парламентскую оппозицию, наряду с Кальво Сотело, который всё более выходил на первый план в рядах противников левых сил.

## Деятельность накануне и во время Гражданской войны
Во время парламентских дискуссий Хиль-Роблес жёстко оппонировал представителям правительства, что ещё более усиливало ненависть к нему со стороны крайне левых. В июне 1936 года он говорил: 

Страна может существовать при республике и монархии, с парламентским или президентским строем, при коммунизме или при фашизме. Но она не может жить в анархии. Теперь же у нас в Испании — анархия и похороны демократии.

13 июля группа правых убили в Мадриде левого офицера Кастильо, который ранее застрелил фалангиста. В ответ на убийство Кастильо группа сотрудников правительственных сил безопасности и активистов левых партий решили арестовать главных лидеров правых — Кальво Сотело и Хиль-Роблеса. Однако Хиль-Роблес в это время выехал из Мадрида на отдых, так что в ночь с 13 на 14 июля был арестован один Кальво Сотело, который вскоре после этого был убит арестовавшими его людьми. Хиль-Роблес, вернувшись в столицу, произнёс речь в парламенте, посвящённую памяти своего коллеги, в которой возложил ответственность за это преступление на правительство, которое, по его словам, превратило демократию в фарс. Эти события непосредственно предшествовали выступлению военных против Народного фронта, которое было поддержано Хиль-Роблесом. Сам он утверждал, что не был осведомлён о подготовке заговора, но, по мнению Пола Престона, Хиль-Роблес находился в курсе планов правых генералов.
Лидер CEDA избежал участи многих правых политических активистов, оказавшихся во время Гражданской войны на территории, контролируемой правительством Народного фронта и погибших от рук крайне левых. Хиль-Роблес смог выехать во Францию, откуда левое правительство Леона Блюма принудило его отправиться в Португалию. Хиль-Роблес активно содействовал снабжению оружием армии националистов и призвал своих сторонников поддержать генерала Франко, но в значительной степени утратил популярность: для многих членов CEDA он оказался слишком умеренным «парламентаристом». В 1937 году Франко объявил о том, что на контролируемой националистами территории страны может действовать только одна политическая партия — Испанская фаланга. В неё ещё ранее вступили многие члены CEDA, которая самораспустилась весной 1937 года. Её лидер не стал членом фаланги, не нашёл себе места в окружении Франко и стал эмигрантом.

## Политик-демократ
В период эмиграции политические взгляды Хиль-Роблеса стали более умеренными. Он поддержал дистанцировавшихся от Франко монархистов и вошёл в состав совета при Хуане де Бурбоне, графе Барселонском (тогдашнем главе Дома Бурбонов в Испании и отце будущего короля Хуана Карлоса I). В 1948 году он пытался достичь соглашения о совместных действиях с другим эмигрантом — лидером социалистов Индалесио Прието.
В 1953 году Хиль-Роблес вернулся в Испанию, где продолжал находиться в оппозиции к Франко. В 1962 году он принял участие в совещании антифранкистских политических сил в Мюнхене, после чего был отправлен в ссылку, где работал над мемуарами, в которых высказывал свою точку зрения на причины гражданской войны и объяснял мотивы своих действий в 1930-е годы. Кроме того, он был вынужден покинуть окружение Дона Хуана. С 1968 года Хиль-Роблес преподавал в университете Овьедо.
После смерти Франко в 1975 году Хиль-Роблес на некоторое время вернулся в политику, отстаивая идеи христианской демократии. Стал одним из лидеров Христианско-демократической федерации, которая потерпела поражение на первых «постфранкистских» парламентских выборах, после чего отошёл от политической деятельности.

## Сыновья
Один его сын, Хосе Мария Хиль-Роблес участвовал вместе с отцом в создании Христианско-демократической федерации, затем стал видным деятелем Народной партии, избирался председателем Европейского парламента. Другой сын, Альваро Хиль-Роблес, занимал пост омбудсмена (аналог уполномоченного по правам человека в России), затем стал комиссаром по правам человека Совета Европы.